# Śrut metalowy

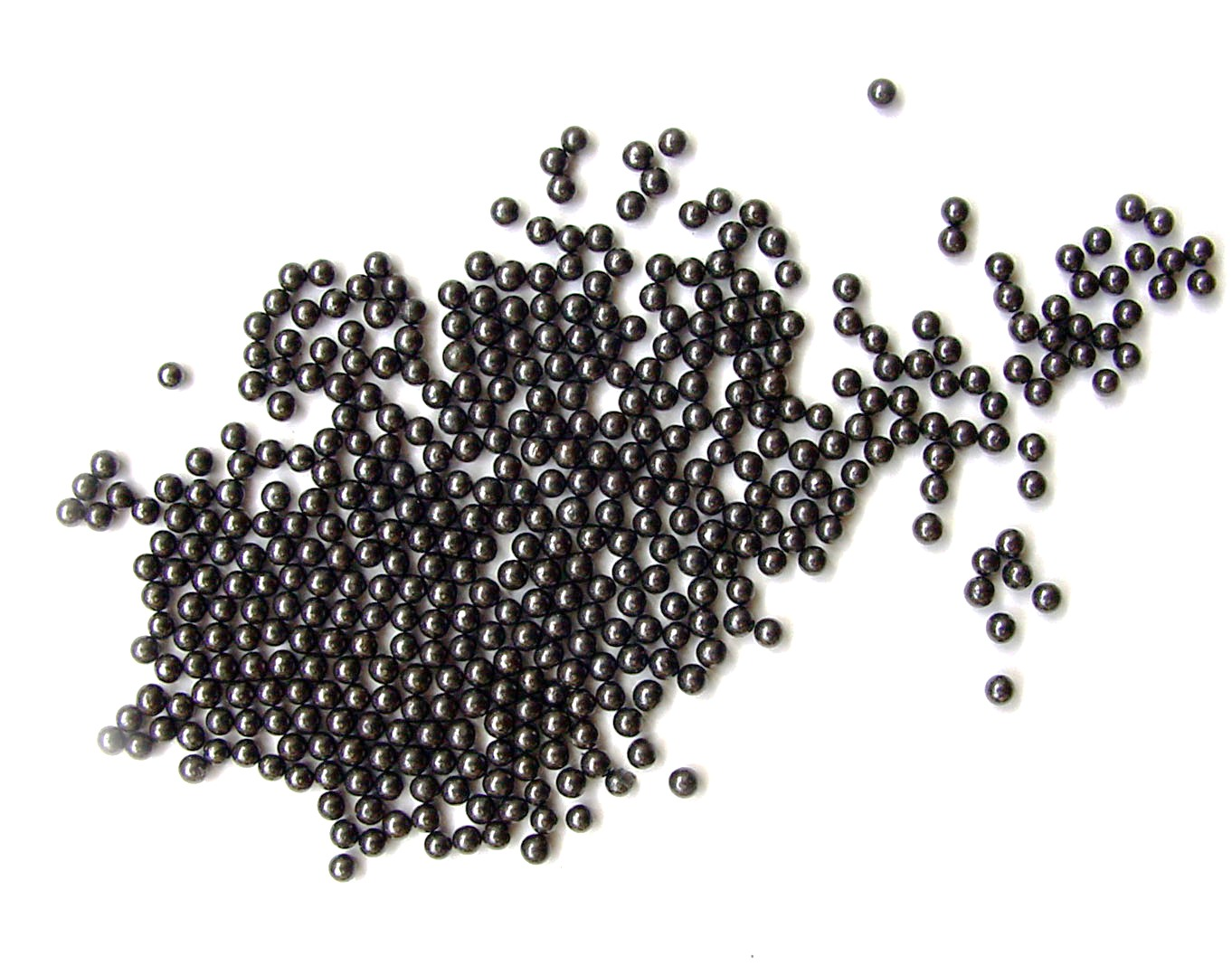
Śrut metalowy

Śrut metalowy (l. poj. śrucina) – wyrób hutniczy w postaci niewielkich rozmiarów cząstek metalu, zwykle nieprzekraczających wielkości kilku milimetrów, w kształcie zbliżonych do kulistego. W postaci śrutu dostarcza się stopy odlewnicze. Śrut może być wykorzystany także jako gotowy materiał, np. na balast lub jako śrut strzelniczy w strzelbach (w których strzela się wieloma śrucinami naraz) i wiatrówkach (w których często strzela się jedynie jedną śruciną jednocześnie) 